# Tour Pey Berland
De Tour Pey Berland is de losstaande klokkentoren van de kathedraal van de Franse stad Bordeaux. De toren is 66 meter hoog. 
De tour Pey Berland is gebouwd tussen 1440 en 1500 in de gotische stijl. Tijdens de Franse Revolutie werd de toren gebruikt als fabriek van hagelpatronen en diervoeder. De punt van de toren is er in een storm in de 18e eeuw af gewaaid en sinds 1863 staat er een beeld van Pey Berland op. Dit beeld kijkt naar het gehucht Saint-Raphaël in de Médoc waar de bisschop Pey Berland, naar wie de toren vernoemd is, vandaan komt.
De toren werd als onroerend erfgoed beschermd en kreeg de status van Frans monument historique. In 1998 werden de kathedraal Saint-André-de-Bordeaux en losstaande toren door de Commissie voor het Werelderfgoed van de UNESCO bijgeschreven op de werelderfgoedlijst als onderdeel van de inschrijving Pelgrimsroutes in Frankrijk naar Santiago de Compostella en maakt ook deel uit van het werelderfgoed Port de la Lune.